# بالألوان الطبيعية (فلم)
بالألوان الطبيعية فيلم مصري إنتاج عام 2009.

## قصة الفيلم
تدور أحداث الفيلم حول يوسف طالب بكلية الفنون الجميلة، الذي استجاب لنداء الموهبة وحب الرسم ضد رغبة الأسرة، التي كانت تحلم بالتحاقه بكلية الطب. وعلى مدار سنوات الدراسة داخل كلية الفنون الجميلة، تتغير شخصيته تماما وتحدث حالة صدام بين الأفكار الدينية لدى الناس حول الفنون خصوصا النحت والرسم والنظرية الدينية المتشددة وموهبته كفنان، ومن خلال يوسف يرصد الفيلم أشباحا كثيرة تحوم حوله مثل أساتذته بالكلية، الذين يشكلون نماذج بشرية مختلفة، وكذلك الطلبة وزملاؤه وبعض الشيوخ، الذين يفتون بأقوال ضد الفنون، ويظل يوسف يحارب كل الأشباح، التي تحيط به محتفظا بموهبته، التي تلفت انتباه كل من حوله.

## الممثلون
- كريم قاسم
- يسرا اللوزي
- فرح يوسف
- رمزي لينر
- فريال يوسف
- انتصار
- سعيد صالح
- منى هلا
- حسن كامي
- إبراهيم صلاح
- محمود اللوزي
- هناء عبد الفتاح
- محمد العزابي
- تامر حبيب
- نادية العراقية
- منحة زيتون

## روابط خارجية
- مقالات تستعمل روابط فنية بلا صلة مع ويكي بيانات